# Dariusz Matelski
Dariusz Grzegorz Matelski (* 18. Januar 1963 in Posen) ist ein polnischer Historiker.
Er ist Professor an der Adam-Mickiewicz-Universität Posen und der (privaten) Humanistisch-Ökonomischen Akademie in Łódź.
Er ist Autor von etwa 700 Publikationen.

## Schriften
- Dzieje archiwistyki polskiej. Wybór źródeł. Wstęp: Stanisław Sierpowski i Dariusz Matelski. Materiały zebrał, opracował i przypisami opatrzył Dariusz Matelski (Tom I, Wydawnictwo Naukowe UAM, Poznań 1988; Nagroda Rektora UAM)
- Polska i Europa w XIX-XX wieku. Studia historyczno-politologiczne. Red. Jadwiga Kiwerska, Bogdan Koszel, Dariusz Matelski. Wydawnictwo Arpress, (Poznań 1992)
- Quellen zur Geschichte der deutschen Minderheit in Polen von 1919 bis 1939 in deutschen und polnischen Archiven sowie in polnischen Bibliotheken. Nakładem Instytutu Herdera, (Marburg 1993), (współautor: Albert Stefan Kotowski), ISBN 3-87969-233-5.
- Dzieje archiwistyki polskiej. Wybór źródeł. Wstęp: Stanisław Sierpowski i Dariusz Matelski. Materiały zebrał, opracował i przypisami opatrzył Dariusz Matelski (Tom II, Wielkopolska Agencja Wydawnicza), Poznań 1993, ISBN 83-552-4096.
- Polska - Niemcy - mniejszość niemiecka w Wielkopolsce. Przeszłość i teraźniejszość. Praca zbiorowa pod redakcją Andrzeja Saksona. Redaktor wydania: Dariusz Matelski. Wydawnictwo Instytutu Zachodniego, (Poznań 1994) ISBN 83-85003-70-3.
- Mniejszości narodowe w Wojsku Polskim w 1922 roku. Wydawnictwo Inter-Arpress, (Poznań 1995), ISBN 83-905243-2-5.
- Ukraińcy i Rusini w Polsce 1918–1935. Wydawnictwo Inter-Arpress (Poznań 1996), ISBN 83-905243-0-9.
- Pomorze - trudna ojczyzna? Kształtowanie się nowej tożsamości 1945–1995. Praca zbiorowa pod redakcją Andrzeja Saksona. Redaktor wydania: Dariusz Matelski, Wydawnictwo Instytutu Zachodniego, (Poznań 1996) ISBN 83-85003-78-9.
- Urząd wojewody w Poznaniu. Od X wieku do współczesności. Wydawnictwo Kroniki Wielkopolski, Poznań 1997, (współautorzy: Zbigniew Dworecki, Stanisław Nawrocki, Wojciech Radomski), ISBN 83-85811-48-6.
- Mniejszość niemiecka w Wielkopolsce w latach 1919–1939. Wydawnictwo Naukowe UAM, Poznań 1997, Nagroda Naukowa KLIO, ISBN 83-232-0759-3.
- Grodzisk Wielkopolski. Dzieje powiatu i starania o jego restytucję. Muzeum Ziemi Grodziskiej, Wydawnictwo (Grodzisk Wlkp. 1998), ISBN 83-904694-6-4.
- Niemcy w Polsce w XX wieku. Wydawnictwo Naukowe PWN, (Warszawa-Poznań 1999), ISBN 83-01-12931-X.
- Niemcy w Polsce w 1939 r. w świetle raportów Wydziału Narodowościowego MSW. Wydawnictwo Inter-Arpress, (cz. I-IV, Poznań 2002),
- Losy polskich dóbr kultury w Rosji i ZSRR. Wydawnictwo Inter-Arpress, Poznań 2003, ISBN 83-89353-00-8.
- Die Deutschen in der Zweiten Polnischen Republik in der Geschichtsschreibung. Wydawca: Kommission für die Geschichte der Deutschen in Polen (Marburg 2003),
- Problemy restytucji polskich dóbr kultury od czasów nowożytnych do współczesnych. Dom Wydawniczy Harasimowicz, Poznań 2003, Nagroda im. prof. Jerzego Skowronka w Warszawie; Nagroda im. Ireny i Franciszka Skowyrów na KUL, ISBN 83-89245-25-6.
- Dokumenty w sprawie polityki narodowościowej władz polskich wobec Niemców w latach 1938–1939. Poznań 2004, Wydawnictwo Inter-Arpress, ISBN 83-89353-05-9.
- Grabież dóbr kultury w wojnach Rzeczypospolitej Obojga Narodów (1569–1795). Książka dedykowana pamięci kierowników Katedry Historii Wschodu Europy Uniwersytetu Poznańskiego - prof. Józefowi Paczkowskiemu (1861–1933), prof. Kazimierzowi Chodynickiemu (1890–1942) i prof. Henrykowi Łowmiańskiemu (1898–1984), Wydawnictwo GRAFIKA, Poznań 2005, ISBN 83-87350-40-0.
- Polityka Niemiec wobec polskich dóbr kultury w XX wieku. Książka dedykowana prof. Jerzemu Krasuskiemu, Wydawnictwo Adam Marszałek, Toruń 2005, ISBN 83-7441-173-2.; wyd. II popr. Toruń 2007, ISBN 978-83-7441-584-2.
- Grabież i restytucja polskich dóbr kultury od czasów nowożytnych do współczesności. Przedmowa: Zbigniew Witek. Wydawnictwo: Towarzystwo Przyjaciół Sztuk Pięknych w Krakowie, (t. I-II, Kraków 2006), ISBN 83-88121-86-3.
- Burzliwe dzieje Ołtarza Mariackiego Wita Stwosza wg Profesora Karola Estreichera jr. Red. Zbigniew Witek. Konsultacja historyczna – dr Dariusz Matelski, Wydawnictwo: Towarzystwo Przyjaciół Sztuk Pięknych w Krakowie, Kraków 2007, ss. 40, płyta CD, płyta DVD, ISBN 83-88121-12-X. (przedruk: Otwarcie i poświęcenie Muzeum Rodu Estreicherów, Strat Kultury i Rewindykacji w willi prof. Karola Estreichera jr. 29 kwietnia 2009 r. godz. 1630 w XXV rocznicę śmierci Profesora – folder). Wydawca: Towarzystwo Przyjaciół Sztuk Pięknych w Krakowie. Red. Zbigniew Kazimierz Witek, Krakau 2009.
- Siedemdziesiąt lat służby Polsce. Dzieje Szkoły Powszechnej i Podstawowej nr 46 w Poznaniu. Wydawnictwo GRAFIKA, Poznań 2007, ISBN 978-83-87350-48-2.
- Działalność Stowarzyszenia "Poznański Czerwiec '56" w latach 1989–2008. Wydawnictwo GRAFIKA, Poznań 2008, ISBN 978-83-87350-61-1.
- Przegląd Polsko-Polonijny” (współredaktor), Nr. 1/2011 und Nr. 2/2011
- Poczet królów i książąt władców Polski, Wydawca: Towarzystwo Przyjaciół Sztuk Pięknych w Krakowie (Kraków 2012; 2. Aufl. 2016).
- Karol Estreicher jr, Dziennik wypadków, Red. Zbigniew K. Witek i Anna M. Joniak, Konsultacja historyczna Dariusz Matelski, wydawca; Towarzystwo Przyjaciół Sztuk Pięknych w Krakowie, Band I (1939-1945) Krakau 2001; Band II (1946-1960), Krakau 2002; Band III (1961-1966), Krakau 2003; Band IV (1967-1972), Krakau 2004; Band V (1973-1977), Krakau 2006; Band VI (1978-1980), Krakau 2013; Band VII (1980–1984), Krakau 2013.
- Dokumenty rewindykacji polskich dóbr kultury zrabowanych przez Niemców w latach 1939–1944 z archiwum Karola Estreichera jr. największego rewindykatora w historii Europy.Redakcja: Zbigniew K. Witek. Konsultacja historyczna – Dariusz Matelski, Towarzystwo Przyjaciół Sztuk Pięknych w Krakowie, Krakau 2015, ISBN 83-88121-53-7.
- Karol Estreicher jr (1906–1984) – biografia wielkiego Polaka, tom I (do 1939 roku), Towarzystwo Przyjaciół Sztuk Pięknych w Krakowie, Krakau 2016, ISBN 83-88121-93-6.
- Karol Estreicher jr 1906–1984 – biografia wielkiego Polaka, tom II (1939-1945), Towarzystwo Przyjaciół Sztuk Pięknych w Krakowie, Krakau 2017, ISBN 83-88121-09-X.
- Niemcy w II Rzeczypospolitej (1918–1939). Wydawnictwo Adam Marszałek, Tom I, Toruń 2018, ISBN 978-83-8019-905-7.
- Niemcy w II Rzeczypospolitej (1918–1939). Wydawnictwo Adam Marszałek, Tom II, Toruń 2018, Abstract (S. 264-274), Zusammenfassung (S. 275-400), ISBN 978-838019-906-4.
- Anatomia grabieży. Polityka Niemiec wobec polskiego dziedzictwa kultury od XVII do XXI wieku, Wydawnictwo AVALON, Kraków 2021, ss. 927, il. mapy, ISBN 978-83-7730-451-8

### Bibliographien seiner Werke
- Bibliografia prac [własnych] za lata 1987–1995 (nr 1-111). Wydawnictwo Inter-Arpress, Poznań 1996, ISBN 83-905243-1-7.
- Bibliografia prac [własnych] za lata 1996–1997 (nr 112-279). Wydawnictwo Inter-Arpress, Poznań 1998, ISBN 83-905243-4-1.
- Bibliografia prac [własnych] za lata 1998–2001 (nr 280-313). Wydawnictwo Inter-Arpress, Poznań 2002, ISBN 83-905243-6-8.
- Bibliografia prac [własnych] za lata 2002–2004 (nr 314-400). Wydawnictwo Inter-Arpress, Poznań 2005, ISBN 83-89353-10-5.
- Bibliografia prac [własnych] za lata 2005–2009 (nr 401-470). Wydawnictwo Inter-Arpress, Poznań 2010, ISBN 978-83-89353-15-3.
- Bibliografia prac [własnych] za lata 2010–2012 (nr 471-580). Wydawnictwo Inter-Arpress, Poznań 2013, ISBN 978-83-89353-20-7.
- Bibliografia prac. prof. n. dr. hab. Dariusza Matelskiego za lata 1987–2016 (nr 1-656) złożona prof. Karolowi Estreicherowi jr. w 110. rocznicę urodzin – w hołdzie, [w:] Dariusz Matelski, Karol Estreicher jr (1906–1984) – biografia wielkiego Polaka, tom I (do 1939 roku), Kraków: Towarzystwo Przyjaciół Sztuk Pięknych w Krakowie, 2016, ISBN 83-88121-93-6, S. 753-799, il.
- Bibliografia prac. prof. n. dr. hab. Dariusza Matelskiego za lata 2016–2017 (nr 657-723) złożona prof. Karolowi Estreicherowi jr. w 111. rocznicę urodzin – w hołdzie, [w:] Dariusz Matelski, Karol Estreicher jr 1906–1984 – biografia wielkiego Polaka, tom II (1939-1945), Kraków: Towarzystwo Przyjaciół Sztuk Pięknych w Krakowie, 2017, ISBN 83-88121-09-X, S. 893–895.